# Schistura oedipus
Schistura oedipus és una espècie de peix de la família dels balitòrids i de l'ordre dels cipriniformes.

## Morfologia
- Els mascles poden assolir els 5,4 cm de longitud total.
- 12 radis tous a l'aleta dorsal i 8 a l'anal.
- Absència d'ulls, tot i que presenta una marca al centre de la pell que recobreix l'òrbita ocular.[3]
- Conserva traces de pigmentació de melanina.[4][5]

## Alimentació
Menja microorganismes, insectes, cucs i matèria orgànica.

## Hàbitat i distribució geogràfica
És un peix d'aigua dolça, bentopelàgic i de clima tropical (20°N-19°N), el qual es troba en alguns rierols subterranis de diverses coves del nord-oest de Tailàndia a la província de Mae Hong Son.

## Amenaces
Encara que es troba protegit per les lleis tailandeses, les seues principals amenaces són les activitats agrícoles, la desforestació i les pertorbacions causades per l'activitat turística.